# 1236 Thaïs
1236 Thaïs è un asteroide della fascia principale del diametro medio di circa 22,34 km. Scoperto nel 1931, presenta un'orbita caratterizzata da un semiasse maggiore pari a 2,4302892 UA e da un'eccentricità di 0,2420982, inclinata di 13,15672° rispetto all'eclittica.
Il suo nome fa riferimento a Taide, l'etera al seguito di Alessandro Magno.